# Merindad de Cuesta-Urria
Merindad de Cuesta-Urria è un comune spagnolo di 323 abitanti situato nella comunità autonoma di Castiglia e León.

## Località
Il comune comprende le seguenti località:
- Ael
- Almendres
- Baíllo
- Casares
- Cebolleros
- Extramiana
- Hierro
- Lechedo
- Mijangos
- Nofuentes (capoluogo)
- Paralacuesta
- Pradolamata
- Quintana-Entrepeñas
- Quintanalacuesta
- Quintanilla-Montecabezas
- Las Quintanillas
- San Cristóbal de Almendres
- Santa Coloma
- Urria
- Valdelacuesta
- Valmayor de Cuesta Urria
- Villamagrín
- Villapanillo
- Villavedeo